# Seznam španskih raperjev
Seznam španskih raperjev.

## 7
- 7 notas 7 colores

## A
- Arianna Puello

## B
- Bano
- BlaZ BunC

## E
- El Hermano L
- El Puto Coke
- Elphomega

## G
- David Gilaberte

## H
- Hate

## J
- Jefe de la M
- Juaninacka

## K
- Kase-O
- Keyo

## M
- La Mala Rodríguez
- Mr. Rango
- Mucho Muchacho

## N
- Nach

## R
- Rapsusklei

## S
- Shotta
- Shuga Wuga
- Solo los solo
- Syla

## T
- ToteKing